# Linn-Kristin Riegelhuth Koren
Linn-Kristin Riegelhuth Koren (Ski, 1º agosto 1984) è un'ex pallamanista norvegese.
Con la maglia della nazionale norvegese ha vinto l'oro olimpico ai Giochi di Pechino 2008 e di Londra 2012.

## Palmarès

### Club
- EHF Champions League: 1

Larvik: 2010-2011
- Coppa delle Coppe: 2

Larvik: 2004-2005, 2007-2008
- Campionato norvegese: 14

Larvik: 2003, 2004, 2005, 2006, 2007, 2008, 2009, 2011, 2012, 2013, 2014, 2015, 2016, 2017
- Coppa di Norvegia: 13

Larvik: 2003, 2004, 2005, 2006, 2007, 2009, 2011, 2012, 2013, 2014, 2015, 2016, 2017
- Coppa di Danimarca: 1

FC Copenaghen: 2010

### Nazionale
- Oro olimpico: 2

Pechino 2008
Londra 2012
- Bronzo olimpico: 1

Rio de Janeiro 2016
- Campionato mondiale

 Oro: Brasile 2011
 Argento: Francia 2007
 Bronzo: Cina 2009
- Campionato europeo

 Oro: Ungheria 2004
 Oro: Svezia 2006
 Oro: Macedonia 2008
 Oro: Danimarca-Norvegia 2010
 Oro: Croazia-Ungheria 2014
 Argento: Serbia 2012

### Individuale
- Miglior giocatrice dell'anno IHF: 1

2008
- Migliore ala destra al campionato mondiale: 1

Cina 2009
- Migliore ala destra al campionato europeo: 1

Macedonia 2008
- Migliore ala destra nel campionato norvegese: 2

2008, 2009